# 54ª edizione dei Directors Guild of America Award
La 54ª edizione dei Directors Guild of America Award si è tenuta il 9 marzo 2002 al Century Plaza Hotel di Los Angeles e ha premiato i migliori registi nel campo cinematografico, televisivo e pubblicitario del 2001. La cerimonia è stata presentata da Carl Reiner. I vincitori sono stati annunciati e premiati da Gillian Anderson, Halle Berry, Gilbert Cates, Jennifer Connelly, Russell Crowe, Faye Dunaway, James Franco, Josh Hartnett, Arthur Hiller, Don Johnson, Nicole Kidman, Ang Lee, Joe Pantoliano, Guy Pearce, Will Smith, Leelee Sobieski ed Elijah Wood. Tra gli attori annunciati, Denzel Washington non ha potuto presenziare alla cerimonia a causa di un'influenza improvvisa.
Le nomination per il cinema sono state annunciate il 22 gennaio 2002. Le restanti candidature sono state annunciate tra il 4 e il 14 febbraio 2002.

## Cinema

### Film
- Ron Howard – A Beautiful Mind
- Peter Jackson – Il Signore degli Anelli - La Compagnia dell'Anello (The Lord of the Rings: The Fellowship of the Ring)
- Baz Luhrmann – Moulin Rouge!
- Christopher Nolan – Memento
- Ridley Scott – Black Hawk Down - Black Hawk abbattuto (Black Hawk Down)

### Documentari
- Chris Hegedus e Jehane Noujaim – Startup.com
- Charles Braverman – Rocky and Rolanda
- Stephen Ives – Amato: A Love Affair with Opera
- Frances Reid e Deborah Hoffmann – Long Night's Journey Into Day
- Martin J. Spinelli – Life on Jupiter: The Story of Jens Nygaard, Musician

## Televisione

### Serie drammatiche
- Alan Ball – Six Feet Under per l'episodio Fisher & figli (Pilot)
- Paris Barclay – West Wing - Tutti gli uomini del Presidente (The West Wing) per l'episodio Sondaggi e statistiche (The Indians in the Lobby)
- Steve Buscemi – I Soprano (The Sopranos) per l'episodio Caccia al russo (Pine Barrens)
- Stephen Hopkins – 24 per l'episodio Dalle 00:00 alle 01:00 (12:00 a.m. - 01:00 a.m.)
- Thomas Schlamme – West Wing - Tutti gli uomini del Presidente (The West Wing) per l'episodio Le due cattedrali (Two Cathedrals)

### Serie commedia
- Todd Holland – Malcolm (Malcolm in the Middle) per l'episodio La partita perfetta (Bowling)
- James Burrows – Will & Grace per l'episodio Il letto, il bagno e oltre (Bed, Bath, and Beyond)
- Allen Coulter – Sex and the City per l'episodio Momenti decisivi (Defining Moments)
- Michael Engler – Sex and the City per l'episodio Computer, orgasmi e funerali (My Motherboard, My Self)
- Michael Patrick King – Sex and the City per l'episodio Scrittrice in passerella (The Real Me)

### Film tv e miniserie
- Frank Pierson – Conspiracy - Soluzione finale (Conspiracy)
- Robert Allan Ackerman – Life with Judy Garland: Me and My Shadows
- Jon Avnet – La rivolta (Uprising)
- Billy Crystal – 61*
- Mark Rydell – James Dean - La storia vera (James Dean)

### Soap opera
- William Ludel – General Hospital per la puntata del 3 luglio 2001
- Randy Robbins – Il tempo della nostra vita (Days of Our Lives) per la puntata del 13 febbraio 2001
- Michael Stich – Beautiful (The Bold and the Beautiful) per la puntata del 19 aprile 2001
- Angela Tessinari – La valle dei pini (All My Children) per la puntata del 26 settembre 2001
- Gary Tomlin – Una vita da vivere (One Life to Live) per l'8437ª puntata

### Trasmissioni musicali e d'intrattenimento
- Jerry Foley – David Letterman Show (Late Show with David Letterman) per la puntata del 28 giugno 2001
- Joel Gallen e Beth McCarthy-Miller – America: A Tribute to Heroes
- Louis J. Horvitz – Kennedy Center Honors
- Barbra Streisand e Don Mischer – Barbra Streisand "Timeless"
- Glenn Weiss – 55ª edizione dei Tony Award

### Programmi per bambini
- Amy Schatz – 'Twas the Night: A Holiday Celebration
- Adam Arkin – Il cielo di casa (My Louisiana Sky)
- Sean McNamara – Even Stevens per l'episodio A Very Scary Story
- Robert Munic – They Call Me Sirr
- Daniel Petrie – Walter e Henry (Walter and Henry)

## Pubblicità
- Bob Kerstetter – spot per Musco Family Olive (Worker; Orphanage; Birds)
- Adam Cameron e Simon Cole – spot per Dr Pepper/7 Up (Calendar; Captive Audience; Singers), Cingular Wireless (Touchdown Dance School), Visa (Baby Talk), Toyota Motor Sales, U.S.A., Inc. (Subtitles)
- Craig Gillespie – spot per Holiday Inn Express (Kiss Reunion), Citibank (Delivery Room; College Tuition), Ameritech (Plumber), SBC Telecom (Welcome Wagon)
- Joe Pytka – spot per NYC Miracle (The Deli; Skating), Disney (Pillow Talk), Ad Council (Ketchup Soup)
- Baker Smith – spot per Lucky Magazine (Cheryl 'N Me), Fox Sports (Nail Gun), Toshiba (Asylum), Heineken (Birth of Scratching)

## Premi speciali

### Premio Frank Capra
- Burton Bluestein

### Premio Franklin J. Schaffner
- Anita Cooper-Avrick

### Robert B. Aldrich Service Award
- Edwin Sherin

### Premio per il membro onorario
- Delbert Mann